# Cartellodes magnipuncta
Cartellodes magnipuncta är en fjärilsart som beskrevs av Paul Dognin 1913. Cartellodes magnipuncta ingår i släktet Cartellodes och familjen mätare. Inga underarter finns listade i Catalogue of Life.